# 毛尔科维奇·卡尔曼
毛尔科维奇·卡尔曼（匈牙利語：Markovits Kálmán，1931年8月26日—2009年12月5日），匈牙利男子水球运动员。他曾代表匈牙利参加1952年、1956年和1960年夏季奥林匹克运动会水球比赛，共获得二枚金牌和一枚铜牌。